# ニーベンの定理
ニーベンの定理（ニーベンのていり、英: Niven's theorem）は数学において度数法で0°≤θ≤90°の範囲で、θとsinθがともに有理数となるのは0°, 30°, 90°のみであるという定理である。イヴァン・ニーベンに因んで名付けられた。式で表せば、θとその正弦が有理数となるのは以下の場合のみである。
{\displaystyle {\begin{aligned}\sin 0^{\circ }&=0,\\[10pt]\sin 30^{\circ }&={\frac {1}{2}},\\[10pt]\sin 90^{\circ }&=1.\end{aligned}}}
弧度法で表すと、0≤x≤π/2の範囲でx/πが有理数であるとき、sinxが有理数となるときはsin0=0, sinπ/6=1/2, sinπ/2=1である場合のみである。
この定理はニーベンの書籍 Irrational numbers （『無理数』）の系3.12に書かれている。
一般角に拡張して書くこともできる。有理数θにおいて、θの正弦または余弦が取る有理数値は0,±1/2,±1に限られる。また、正割または余割が取る有理数値は±1,±2に限られる。正接または余接が取る有理数値は0,±1に限られる。

## 歴史
ニーベンの証明は彼の書籍 Irrational Numbers に示されている。しかしニーベンの証明以前に、D・H・レーマーやオルムステッド（J. M. H. Olmstead）によって証明されていた。1933年のレーマーの書籍では、レーマーは余弦においてより一般の結果を証明している。具体的には、互いに素な整数{\displaystyle k,n\,(n>2)}に対して、{\displaystyle 2\cos(2\pi k/n)}は{\displaystyle \varphi (n)/2}次の代数的数である。ただし{\displaystyle \varphi }はトーシェント関数。有理数は1次の代数的数であるから、{\displaystyle n\leq 2}または{\displaystyle \varphi (n)=2}が必要となり、{\displaystyle n=1,2,3,4,6}の場合のみが残る。これらを個々に確かめることにより、ニーベンの定理の主張を得る。次に彼は{\displaystyle \sin(\theta )=\cos(\theta -\pi /2)}を用いて正弦についての結果を得た。1956年、ニーベンはレーマーの結果を他の三角関数に拡張した。 他の数学者はその後、新しい証明を発表している。 